# Cuthona pusilla
Cuthona pusilla is een slakkensoort uit de familie van de Cuthonidae. De wetenschappelijke naam van de soort is voor het eerst geldig gepubliceerd in 1898 door Bergh.